# 제이컵 코건
제이컵 코건(영어: Jacob Kogan, 1995년 5월 28일 ~ )은 미국의 배우이다.

## 출연 작품
- 스타 트렉: 더 비기닝 (2009)
- 라이프라인즈 (2008)
- 조슈아 (2007)